# Konrad Josef Glutz von Blotzheim
Konrad Josef Glutz von Blotzheim (auch Konrad Josef Glutz von Solothurn; * getauft 13. September 1789 in Solothurn; † 22. Juni 1857 ebenda) war ein Schweizer römisch-katholischer Geistlicher.
Konrad Josef Glutz von Blotzheim war der Sohn des Politikers Urs Glutz von Blotzheim und dessen Frau Anna Margaritha Josepha, geborene Wallier von Wendelstorf. Sein Bruder war der Schriftsteller und Journalist Robert Glutz von Blotzheim. Er studierte in Wien und erhielt 1813 die Priesterweihe. Von 1812 bis 1817 war er Professor am Kollegium in Solothurn-Lebern (heute Kantonsschule Solothurn) und ab 1817 Chorherr an St. Ursen. Ab 1829 wurde er dann Domherr und bischöflicher Sekretär und ab 1844 Kustos, nachdem er 1839 aus dem Kollegium Solothurn entlassen worden war. Von 1827 an war er außerdem Mitglied der Erziehungskommission von Solothurn-Lebern und Solothurn-Stadt.